# Josep Maria Nogués
Josep Maria Nogués Salvatella (Barcelona, España, 29 de abril de 1959) es un entrenador de fútbol español. Actualmente trabaja en el fútbol argelino dirigiendo al equipo de Paradou.

## Trayectoria
Su debut como técnico fue en el Centre d'Esports L'Hospitalet. También entrenó al Terrassa FC, al Gimnàstic de Tarragona (al que ascendió a Segunda División poco antes de ser despedido) y al Real Jaén.
En la temporada 2004-05, dirigió al Girona FC durante 29 partidos, en los que consiguió 34 puntos, dejando al equipo en puestos de "play-off" por la permanencia.
Tras la gran temporada 06/07 realizada en el Écija Balompié, que disputó la promoción de ascenso a Segunda División, levantó la expectación de varios equipos de la categoría de plata y recaló en el Real Betis Balompié "B". En la temporada de su debut en el conjunto hispalense, se hizo cargo del primer equipo el 7 de abril de 2009 por la destitución de Paco Chaparro. Sin embargo, no pudo evitar el descenso en una dramática última jornada.
A final de la temporada, a Nogués se le comunicó que no seguiría al frente del primer equipo la siguiente campaña. El técnico, que recibió una propuesta para seguir vinculado a la entidad verdiblanca, decidió firmar por el Club Polideportivo Ejido para la próxima campaña.
Tras los graves problemas económicos del Club Polideportivo Ejido, a principios de 2010 comunica su marcha al Gimnàstic de Tarragona como director deportivo del conjunto catalán. Al final de la temporada 2009-10 es desacreditado por el Consejo y culparon a su gestión del reducido presupuesto para la temporada 2010-11 de los males del equipo de Luis César Sampedro.
Tras un mal comienzo en la temporada 2011-12, que culminaría con el descenso de categoría del Gimnàstic de Tarragona, fue despedido como director deportivo antes de terminar la campaña y demanda al club por una deuda de casi 75.000 euros.

## Trayectoria como entrenador
| Club                     | País    | Año       |
| ------------------------ | ------- | --------- |
| CE L'Hospitalet          | España  | 1994-1996 |
| Terrassa F. C.           | España  | 1997-1999 |
| Gimnàstic de Tarragona   | España  | 1999-2001 |
| Real Jaén C. F.          | España  | 2003-2004 |
| Girona F. C.             | España  | 2004-2005 |
| Écija Balompié           | España  | 2007-2008 |
| Real Betis "B"           | España  | 2008-2009 |
| Real Betis               | España  | 2009      |
| Club Polideportivo Ejido | España  | 2009-2010 |
| Paradou AC               | Argelia | 2016-     |